# 不可逆性
在热力学领域中，不可逆过程（Irreversible process）是相对可逆过程而言的，指的是在时间反演变换下只能单向进行的热力学过程，这种热力学过程所具有的性质被称作不可逆性。从热力学角度而言，自然界中所有复杂的热力学过程都具有宏观上的不可逆性。宏观上不可逆性现象产生的原因在于，当一个热力学系统复杂到足够的程度，组成其系统的分子之间的相互作用使系统在不同的热力学态之间演化；而由于大量分子运动的高度随机性，分子和原子的组成结构和排列的变化方式是非常难于预测的。热力学状态的演化过程需要分子之间彼此做功，在做功的过程中也伴随有能量转换以及由分子间摩擦和碰撞引起的一定热量的流失和耗散，这些能量损失是不可复原的。

## 克劳修斯熵与不可逆性
十九世纪五十年代德国物理学家鲁道夫·克劳修斯通过引入他的熵概念，首次在数学上量化解释了热力学过程的不可逆性。克劳修斯从热机的效率出发，认识到正转变（功转变成热量）可以自发进行，而负转变（热量转变成功）作为正转变的逆过程却不能自发进行。负转变的发生需要同时有一个正转变伴随发生，并且正转变的能量要大于负转变，这实际是意味着自然界中的正转变是无法复原的。克劳修斯在他1854年的随笔《关于热的力学理论的第二基础定理的一个修正形式》中有相关描述。

## 玻尔兹曼对不可逆性的统计诠释
宏观上具有大量分子数的热力学系统的行为是具有统计性的，它受到同样具有统计意义的热力学定律的制约。而从微观上看，单个分子的行为受到牛顿力学的制约，而包括牛顿力学在内的所有基础性物理定律都在时间反演下成立，也就是说单个分子的微观行为，如单个分子的运动和碰撞是具有可逆性的。如此说来，如果一个低熵的热力学系统随时间演化而到达了高熵的平衡态，从单个分子的微观角度来看这种演化是可逆的，即每个分子都有可能通过时间反演变换下的运动回到初始状态。然而对于整个具有大量分子数的宏观系统而言这是不可逆的，这是由于分子数量庞大，很难找到这样一种特殊情形能够使所有分子都满足回到初始状态的条件。而对于具有高熵的平衡态而言，可能的分子组态数量远比初始的低熵的分子组态数量多得多，从而在统计意义下，几乎不可能出现这样使热力学系统获得负熵的可逆过程。这就是奥地利物理学家路德维希·玻尔兹曼在1870年代对不可逆性作出的统计诠释，在他1877年10月的一篇名为《热的力学理论第二定律和概率计算或与热平衡有关的几个定律》的论文中，他指出：
|  | 大多数情况下，初始状态也许是概率极小的伏态。系统由此向更大概率的状态过渡，最后达到最概然状态，即热平衡状态。若把这个观点试用于热力学第二定律，则通常称为熵的这个量等同于这里所讨论的状态发生的概率。 |

从这里的“熵等同于状态发生的概率”这一概念出发，玻尔兹曼定义了所谓玻尔兹曼熵的概念，即熵正比于热力学概率（分子组态数）的自然对数：
{\displaystyle S=k\ln W\,}
其中k是玻尔兹曼常数，W是热力学概率，即热力学系统所有可能出现的分子组态数。